# Zoltán Gyimesi
Zoltán Gyimesi, né le 31 mars 1977 à Kecskemét, est un joueur d'échecs hongrois.
Au 1er mai 2014, il était le 73e joueur mondial et le numéro cinq hongrois avec un classement Elo de 2 674 points. Il est inactif depuis juillet 2012.

## Biographie et carrière
En 1996, Gymesi remporta la médaille de bronze lors du Championnat du monde d'échecs junior à Medellín.
Grand maître international depuis 1996, Gyimesi termina 1er-6e à l'open de Cappelle-la-Grande en 2004.
Champion de Hongrie en 2005, il a participé à quatre olympiades (en 1998, 2002, 2004 et 2006) et remporté la médaille d'argent par équipe lors de l'olympiade d'échecs de 2002 à Bled où il jouait au quatrième échiquier de la Hongrie.
Outre son succès à Cappelle-la-Grande, son palmarès comprend des victoires à
- Budapest en juillet 1995,
- Kőszeg en 1996,
- Tel Aviv en 2001
- et Kazincbarcika en 2005[3].

En 2005, il a remporté l'open de l'Union européenne à Cork avec 8,5 points sur 10, ex æquo avec Mateusz Bartel.